# Scopula menaiensis
Scopula menaiensis är en fjärilsart som beskrevs av Legrand 1958. Scopula menaiensis ingår i släktet Scopula och familjen mätare. Inga underarter finns listade.